# Queen Latifah
Queen Latifah, születési nevén Dana Elaine Owens (Newark, New Jersey, 1970. március 18. –) Primetime Emmy-, Grammy- és Golden Globe-díjas amerikai rapper, színésznő, énekesnő. A rap mellett a soul, dzsessz és R&B műfajokban is énekel. 1989-es All Hail the Queen című bemutatkozó nagylemeze szerepel az 1001 lemez, amit hallanod kell, mielőtt meghalsz című könyvben. 1993-ban megjelent U.N.I.T.Y. című daláért Grammy-díjat kapott, emellett Trav'lin' Light c. albumát is jelölték a díjra 2008-ban.
Színészként is elismert. Oscar-díjra is jelölték a Chicago musicalfilmben nyújtott alakításáért.

## Élete
Szülei elváltak, amikor tíz éves volt. Baptista hitben nőtt fel, és katolikus iskolába jár. Művészneve arab eredetű: a „latifa” szó „nagyon kedveset” jelent.
1988-ban kezdődött rap karrierje, amikor kiadta első kislemezét. Első nagylemeze egy évvel később, 1989-ben jelent meg. Ekkor tizenkilenc éves volt. Tagja volt a Native Tongues nevű rapper csoportosulásnak (innen származik A Tribe Called Quest és a De La Soul is). Negyedik stúdióalbuma után átváltott a soul/R&B műfajra.
Dalszövegei főleg a fekete nők helyzetével foglalkoznak.
Összesen hét nagylemezt és egy válogatáslemezt tartalmaz a diszkográfiája.

## Filmográfia

### Film
| Év   | Magyar cím                           | Eredeti cím                    | Szerep                    | Magyar hang      |
| ---- | ------------------------------------ | ------------------------------ | ------------------------- | ---------------- |
| 1991 | Dzsungelláz                          | Jungle Fever                   | Lashawn                   |                  |
| 1991 | Micsoda buli 2.                      | House Party 2                  | Zora                      | Kocsis Mariann   |
| 1992 | Hosszú Lé                            | Juice                          | Ruffhouse M.C.            | Kocsis Mariann   |
| 1993 |                                      | Who's the Man?                 | önmaga (cameo)            |                  |
| 1993 | Életem                               | My Life                        | Theresa                   | Némedi Mari      |
| 1996 | A nagy dobás                         | Set It Off                     | Cleopatra 'Cleo' Sims     | Náray Erika      |
| 1997 | Gengszter                            | Hoodlum                        | Sulie                     | Tallós Rita      |
| 1997 | Gengszter                            | Hoodlum                        | Sulie                     | Kökényessy Ági   |
| 1998 | A csók                               | Living Out Loud                | Liz Bailey                | Kocsis Mariann   |
| 1998 | Gömb                                 | Sphere                         | Alice "Teeny" Fletcher    | Némedi Mari      |
| 1998 |                                      | Mama Flora's Family (TV film)  | Diana                     |                  |
| 1999 | A csontember                         | The Bone Collector             | Thelma                    | Bognár Gyöngyvér |
| 1999 | A holtak útja                        | Bringing Out the Dead          | Love diszpécser (hangja)  |                  |
| 2002 | Chicago                              | Chicago                        | Matron "Mama" Morton      | Kocsis Mariann   |
| 2002 | Pinokkió                             | Pinocchio                      | Dove (angol hangja)       |                  |
| 2002 | Hip-hop szerelem                     | Brown Sugar                    | Francine                  |                  |
| 2002 | A házimaci                           | The Country Bears              | Cha-Cha                   | Tátrai Zita      |
| 2002 | Kapcsolat a mennyországgal (TV film) | Living with the Dead           | Midge Harmon              |                  |
| 2003 | Horrorra akadva 3.                   | Scary Movie 3                  | Shaneequa néni / A jósnő  | Braun Rita       |
| 2003 | Több a sokknál                       | Bringing Down the House        | Charlene Morton           | Bognár Gyöngyvér |
| 2004 | Amerikai taxi                        | Taxi                           | Isabelle “Belle” Williams | Kocsis Mariann   |
| 2004 |                                      | The Cookout                    | Mildred Smith             |                  |
| 2004 | Birkanyírás 2.                       | Barbershop 2: Back in Business | Gina Norris               | Simon Eszter     |
| 2005 | Szép még lehetsz                     | Beauty Shop                    | Gina Norris               | Kéri Kitty       |
| 2005 | Óz bábjai (TV film)                  | The Muppets' Wizard of Oz      | Em néni                   |                  |
| 2006 | Felforgatókönyv                      | Stranger than Fiction          | Penny Escher              | Kocsis Mariann   |
| 2006 | Jégkorszak 2. – Az olvadás           | Ice Age: The Meltdown          | Ellie (hangja)            | Bognár Gyöngyvér |
| 2006 | Az utolsó vakáció                    | Last Holiday                   | Georgia Byrd              | Kocsis Mariann   |
| 2007 | Hajlakk                              | Hairspray                      | Motormouth Maybelle       | Bognár Gyöngyvér |
| 2007 | Télapu karácsonyra                   | The Perfect Holiday            | Mrs. Christmas            | Orosz Anna       |
| 2007 |                                      | Life Support (TV film)         | Ana Wallace               |                  |
| 2008 | Van az a pénz, ami megbolondít       | Mad Money                      | Nina Brewster             | Kocsis Mariann   |
| 2008 | Míg a jackpot el nem választ         | What Happens in Vegas          | Dr. Twitchell             | Kocsis Mariann   |
| 2008 | A méhek titkos élete                 | The Secret Life of Bees        | August Boatwright         | Kocsis Mariann   |
| 2009 | Jégkorszak 3. – A dínók hajnala      | Ice Age: Dawn of the Dinosaurs | Ellie (hangja)            | Bognár Gyöngyvér |
| 2010 | Valentin nap                         | Valentine's Day                | Paula Thomas              | Kocsis Mariann   |
| 2010 | Terápiás szerelem                    | Just Wright                    | Leslie Wright             | Kocsis Mariann   |
| 2011 | A dilemma                            | The Dilemma                    | Susan Warner              | Kocsis Mariann   |
| 2012 | Jégkorszak 4. – Vándorló kontinens   | Ice Age: Continental Drift     | Ellie (hangja)            | Bognár Gyöngyvér |
| 2012 | Örömzene                             | Joyful Noise                   | Vi Rose Hill              | Kocsis Mariann   |
| 2012 | Acélmagnóliák (TV film)              | Steel Magnolias                | M'Lynn                    | Kocsis Mariann   |
| 2013 |                                      | House of Bodies                | Nicole                    |                  |
| 2014 | 22 Jump Street – A túlkoros osztag   | 22 Jump Street                 | Mrs. Dickson              | Kocsis Mariann   |
| 2015 | Bessie                               | Bessie (TV film)               | Bessie Smith              | Kéri Kitty       |
| 2015 |                                      | The Wiz Live! (TV film)        | A varázsló                |                  |
| 2016 | Mennyei csodák                       | Miracles from Heaven           | Angela                    | Bognár Gyöngyvér |
| 2016 | Mennyei csodák                       | Miracles from Heaven           | Angela                    | Kraszkó Zita     |
| 2016 | Mennyei csodák                       | Miracles from Heaven           | Angela                    | Kocsis Mariann   |
| 2016 | Jégkorszak – A nagy bumm             | Ice Age: Collision Course      | Ellie (hangja)            | Bognár Gyöngyvér |
| 2017 | Csajtúra                             | Girls Trip                     | Sasha Franklin            |                  |
| 2017 |                                      | Flint (TV film)                | Iza Banks                 |                  |
| 2019 |                                      | The Trap                       | Dr. Obayuwana             |                  |
| 2022 |                                      | The Tiger Rising               | Willie May                |                  |
| 2022 | Mindent egy lapra                    | Hustle                         | Teresa Sugarman           | Kocsis Mariann   |
| 2022 | Az út vége                           | End of the Road                | Brenda                    | Kocsis Mariann   |

## Stúdióalbumok
- All Hail the Queen (1989)
- Nature of a Sista (1991)
- Black Reign (1993)
- Order in the Court (1998)
- The Dana Owens Album (2004)
- Trav'lin Light (2007)
- Persona (2009)

## Díjak
Grammy-díj (2007; és hétszer jelölt), Golden Globe-díj, Emmy-díj: („Life Support”, 2007)